# 櫻谷由貴花
櫻谷 由貴花（さくらたに ゆきか、1988年7月26日 - ）は、日本の俳優。大阪府出身。

## プロフィール
- 身長：158cm
- 星座：しし座
- 血液型：A型

## 出演

### テレビドラマ
- 連続テレビ小説「てるてる家族」 第15回 - 第４１回、最終回（NHK、2003年-2004年）-　岩田夏子役（少女時代）
- 金曜時代劇「出雲の阿国」 第4話 - 最終回（NHK、2006年）-　お松役

### 映画
- ごめん（2002年10月12日公開、読売テレビ他製作、冨樫森監督）-　瓜生直子役
- クイール（2004年3月13日公開、「クイール」フィルムパートナーズ、崔洋一監督）-　渡辺美津子役

## 受賞歴
- 映画「ごめん」(冨樫森監督)/第24回ヨコハマ映画祭・最優秀新人賞（2002年）[1]